# Washington Roberto Mariano da Silva
Washington Roberto Mariano da Silva (kurz Washington oder Washington da Silva; * 19. Juni 1985 in Cataguases) ist ein ehemaliger brasilianischer Fußballspieler auf der Position eines Stürmers.

## Karriere

### Karrierebeginn in der Heimat
Der im Bundesstaat Minas Gerais geborene Washington begann erst im Alter von 16 Jahren seine aktive Karriere als Fußballspieler, als er im Jahre 2001 in die Jugend des CR Vasco da Gama in der Metropole Rio de Janeiro kam. Dort war er bis 2003 vorwiegend im Nachwuchs aktiv und wechselte schließlich im gleichen Jahr zum CA Metropolitano ins brasilianische Blumenau. Beim Klub, der erst im Jahre 2002 gegründet wurde, kam er bis 2005 in der Erwachsenenmannschaft mit Spielbetrieb in der Campeonato Catarinense de Futebol, der Staatsmeisterschaft von Santa Catarina zu seinen Einsätzen. Von 2005 bis 2006 stand der stämmige Angreifer im Profikader von Cruzeiro Belo Horizonte, dessen Profimannschaft in der Série A, der höchsten Spielklasse im brasilianischen Fußball, vertreten ist.
Nach einer eher weniger erfolgreichen Zeit in der Großstadt von Belo Horizonte machte sich im Jahre 2006 ein erneuter Wechsel von Washington bemerkbar. So transferierte er an die Nordostküste Brasiliens, wo er vom CRB Maceió, dessen Herrenmannschaft zum damaligen Zeitpunkt noch in der zweitklassigen Série B spielte, unter Vertrag genommen wurde. Nachdem er in Maceió nur zu einigen Meisterschaftseinsätzen gekommen war, wechselte der 2,02 m große Stürmer 2007 zurück zum CA Metropolitano, wo er noch in der gleichen Spielzeit ein Mal zum Torerfolg kam. Gleich nach seinem Ligaauftritt bei Metropolitano folgte ein neuerlicher Wechsel des engagierten Angreifers.

### Wechsel nach Europa
Diesmal zog es ihn jedoch nach Europa, wo er zur Sommerpause vor der 2008/09 einen Profivertrag bei Makedonija Skopje in der höchsten mazedonischen Fußballliga, der Prva liga, unterschrieb. Nach der Hälfte der Saison wurde Washington von MacedonianFootball.com vor anderen Nominierten, wie Armend Alimi, César Roberto de Brito, Hristijan Kirovski und Gligor Gligorov, zum MVP der Liga gewählt. Grund dafür waren vor allem die sechs Tore und vier Vorlagen, zu denen er bis zu diesem Zeitpunkt gekommen war. In der Liga sorgte der 23-jährige Brasilianer mit seiner guten Leistungen neben dem erst 16-jährigen Dino Najdovski für die größte positive Überraschung. Nachdem die Mannschaft in der Winterpause der Saison 2008/09 mit sieben Punkten Vorsprung auf den Zweitplatzierten auf dem ersten Platz rangierte, war Washington einer der Hauptträger für diesen Erfolg. Doch nach nur 17 Spielen und einer Torbilanz von sieben Treffern verließ der junge Brasilianer den Verein, um in Serbien neue Herausforderungen zu suchen. Bis zum Ende der Spielzeit holte sich Makedonija Skopje ohne Washingtons Beteiligung den mazedonischen Meistertitel und damit den ersten in ihrer beinahe 80-jährigen Klubgeschichte.

### Transfer zu Partizan
Nach einem erfolgreichen Auftritt in der höchsten mazedonischen Liga kam der großgebaute Stürmer nach nur sieben Monaten im Januar 2009 zum erfolgreichen FK Partizan Belgrad, von dessen Scouts er schon in den letzten Monaten beobachtet wurde. Bei den Serben unterzeichnete er einen langfristigen Vertrag bis Januar 2013. Von seinem Mannschaftskameraden und Landsmann Juliano Roberto Antonello, genannt Juca, bekam er den Spitznamen Zé, der von einem Schauspieler einer brasilianischen Seifenoper abgeleitet wurde; ein weiterer Rufname des Offensivspielers ist Wash. Zu seinem Debüt kam er am 28. Februar 2009 bei einem 1:1-Heimremis im Ewigen Derby gegen den FK Roter Stern Belgrad, als er in der 80. Spielminute für Adem Ljajić auf den Rasen kam.
Am Ende der Saison 2008/09 konnte der Brasilianer zwölf Ligaeinsätze und vier Tore verzeichnen. Mit der Mannschaft feierte er neben dem Meistertitel auch den Erhalt des Serbischer Fußballpokal 2008/09, nachdem der FK Sevojno im Finale mit 3:0 niedergezwungen wurde. Bei Partizan zeichnet sich Washington vor allem durch seine gute Ballführung und seine gute Vorarbeit aus. Noch dazu ist er aufgrund seiner Größe des Öfteren in der Defensive anzutreffen, wo er vor allem mit seiner Kopfballstärke glänzen kann. Nach den guten Erfolgen zur Spielzeit 2008/09 startete die Offensivkraft mit der Mannschaft in eine ebenso recht erfolgreiche Saison 2009/10.
Nachdem Partizan Belgrad aufgrund des Meistertitels für die 2. Qualifikationsrunde der UEFA Champions League 2009/10 gesetzt war und dort den walisischen Rhyl FC klar mit 12:0 (aus Hin- und Rückspiel) deklassierte, kam der Brasilianer im Rückspiel der 3. Qualifikationsrunde zu seinem Debüt im Bewerb. Obwohl die Mannschaft am Ende durch einen Treffer von Almami Moreira, dessen Mutter in der Nacht zuvor verstorben war, das Spiel gewann, schied die Mannschaft aufgrund der schlechteren Tordifferenz (1:2 aus Hin- und Rückspiel) vom laufenden Bewerb aus und kam stattdessen in die UEFA Europa League der Saison 2009/10. Nach seinem Champions-League-Quali-Einsatz kam der Stürmer bis Anfang November 2009 zu keinem Pflichtspieleinsatz für den Klub aus der serbischen Hauptstadt Belgrad.
Erst am 5. November 2009 gab der „Riese“ nach überstandener Play-off-Phase sein Debüt in der Europa League, als er beim Gruppenspiel der Gruppe J in der 50. Minute für Lamine Diarra ins Spiel kam und 16 Minuten später nach einigen Kopfballchancen per Kopf zum 2:3-Anschlusstreffer einnetzte. Am Ende verlor das Belgrader Team mit 2:4. Weiters als über die Gruppenphase kam der FK Partizan jedoch nicht, nach sechs Spielen wurde man mit lediglich drei Punkten Gruppenletzter. In der Liga lief es für den Mittelstürmer ebenfalls nicht besonders gut, so wurde er am 12. Dezember 2009 bei einem Spiel gegen den FK Mladi Radnik in der 57. Minute eingewechselt und nach nur 18 Minuten Spielzeit verletzungsbedingt wieder ausgewechselt und viel so über Monate aus. Danach kam er erst wieder im April 2010 zu seinem nächsten Meisterschaftskurzeinsatz. Von den sieben Ligaeinsätzen, auf die es der 24-Jährige bis dato (18. Mai 2010) brachte, waren alle nur wenigminütige Kurzeinsätze.

## Erfolge

### Makedonija Skopje
- 1× Mazedonischer Meister: 2008/09

### FK Partizan Belgrad
- 1× Serbischer Meister: 2008/09
- 1× Serbischer Pokalsieger: 2008/09